# تپه گورستان خرابه گنبدک
تپه قبرستان خرابه گنبدک در استان قزوین، شهرستان تاکستان، بخش ضیاءآباد روستای گنبدک واقع شده و این اثر در تاریخ ۲۵ اسفند ۱۳۷۹ با شمارهٔ ثبت ۳۳۰۲ به‌عنوان یکی از آثار ملی ایران به ثبت رسیده است.